# Rázsó Imre (növénynemesítő)
Rázsó Imre (Kisújszállás, 1873. július 20. – Budapest, 1922. április 15.) gazdasági akadémiai tanár, a hazai növénynemesítés egyik úttörője. Rázsó Imre gépészmérnök édesapja.

## Pályafutása
A Magyaróvári Magyar Királyi Gazdasági Akadémián szerzett oklevelet 1894-ben, és Cserháti Sándor mellett maradt ösztöndíjasként 1900-ig. 1905-ben tért vissza Magyaróvárra, ahol a nyugalomba vonult Cserháti professzortól átvette a növénytermelési tanszék vezetését. 1919-20-ban a beteg Ujhelyi Imre igazgatót helyettesítette. Számottevőek a különböző növényfajokkal, -fajtákkal végzett termesztési kísérletei, és elévülhetetlen érdemeket szerzett a cukorrépa-termesztés fogyatékosságainak feltárásával és a cukorrépa nemesítésével. Nagy szakmai tudással és kitűnő pedagógiai rátermettséggel oktatta a növénytermesztést. Több tankönyvet, tanulmányt, kísérleti beszámolót és népszerű ismeretterjesztő könyvet írt. Még nem volt ötvenéves, amikor 1922. április 15-én Budapesten elhunyt.

## Művei
- A műtrágyázásról, különösen pedig a szuperfoszfát alkalmazásáról. (Magyaróvár, 1899);
- A szuperfoszfát alkalmazásáról. (Nyitra, 1899);
- Czukorrépa-magtenyésztés és a czukorrépa-átadás bajai (Bp., 1899);
- A legfontosabb szálastakarmánynövények termesztése (Kolozsvár, 1901);
- A rét- és legelőmívelés kézikönyve (Győr, 1906);
- A szálastakarmánynövények termesztése (Bp., 1912);
- A burgonya termesztése (Bp., 1912);
- A cukorrépa termesztése (Bp., 1912);
- A tengeri termesztése (Bp., 1912);
- Növénynemesítés (Magyaróvár, 1921).